# Jean Maillard (musicologue)
Pour les articles homonymes, voir Jean Maillard et Maillard.
Ne doit pas être confondu avec Jean Maillard (compositeur).
Jean Maillard, né le 19 avril 1926 à Paris et mort dans la même ville le 5 juillet 1985,  est un médiéviste, musicologue et professeur de musique français. 

## Biographie
Jean Maillard est un passionné de musique dès son adolescence. En 1942, il rencontre le compositeur Arthur Honegger chez lui, rue de Clichy. Jean Maillard apprend le violon, mais doit renoncer à devenir un instrumentiste pour des raisons de santé. En 1944, Jean Maillard s'engage à dix-huit ans dans les FFI, mais est rapidement intégré au 19e bataillon des Chasseurs Portés, puis à la 1re Armée française. Il effectue la campagne d'Alsace, se bat en Forêt-Noire et reçoit notamment la Croix-de-guerre avec médaille de bronze. 
Après la guerre et ayant épousé en 1948 la musicologue Francine Cabos, auteur d'un ouvrage sur la lutherie, il rencontre Guy Ropartz en son manoir de Lanloup, en Bretagne. Après la mort du compositeur, les Maillard devinrent les amis de Gaud Ropartz (1893-1983), fille de Ropartz. Son affinité avec la Bretagne le conduit à produire des articles et à donner des conférences (par exemple sur Saint Hervé, patron breton des musiciens), mais aussi à restaurer un monument, comme la chapelle Sainte-Eugénie en Plouha. Cependant, il s'est installé avec son épouse à Fontainebleau dès 1948.
Jean Maillard, en fin de compte, développe une double carrière : il est d'abord professeur (principalement professeur d'éducation musicale au Lycée François 1er de Fontainebleau), mais aussi un chercheur et un musicologue. Il donne en particulier un grand nombre d'analyses musicales à la revue L'Éducation musicale, s'intéressant à la musique médiévale jusqu'à nos jours — de Philippe de Vitry à Hector Berlioz et à la musique contemporaine : Edgard Varèse, Adrienne Clostre, Jacques Castérède. 
Il consacre une monographie à François Couperin qui paraît en espagnol. Jean Maillard travaille également à la reconnaissance de l'école symphonique française, à travers des analyses et des études consacrées à Albéric Magnard, Joseph-Guy Ropartz, Vincent d'Indy et publie avec Jacques Nahoum une série d'études musicologiques consacrées aux cinq symphonies d'Arthur Honegger. Il participe aux Cours d'histoire de la musique publiés en plusieurs volumes par son maître et ami Jacques Chailley — particulièrement pour le troisième. Son travail le plus savant et le plus novateur concerne la lyrique médiévale. Jean Maillard consacre en effet une thèse au lai lyrique sous la direction de Chailley (1954-1961), mais aussi des travaux pionniers sur le lai de Tristan, la musique des troubadours et des trouvères (Adam de la Halle surtout), s'intéressant en particulier aux problèmes de la notation musicale et à ceux qu'infèrent les adaptations pour des interprétations contemporaines. 
Il était membre de plusieurs sociétés savantes, comme la Société internationale arthurienne. Son dernier travail devait être consacré à Vincent d'Indy ; les parties qu'il avait déjà rédigées sont complétées par son épouse et l'ouvrage publié aux éditions Zurfluh. 
Un recueil de textes en hommage à son œuvre, est publié par la Société de musicologie du Languedoc en 1987 et préfacé par Jacques Chailley.

## Publications
- Évolution et esthétique du lai lyrique : des origines à la fin du XIVe siècle, thèse de doctorat, Paris, 1952-1961, 395p.  (OCLC 56485764).
- Problèmes musicaux et littéraires du Descort, 1957.
- Problèmes musicaux et littéraires du lai, Bologne, 1958.
- Le deuil Tristan, un cérémonial funèbre au moyen-âge, Paris, 1962.
- Roi-trouvère du XIIIe siècle : Charles d'Anjou. Préface de Préface de Pierre Bac, American Institute of Musicology, 1967, 73p.  (OCLC 1013344623).
- Anthologie de chants de troubadours, préface de Jacques Chailley, Nice, Édition Delrieu, 1967, 60p.  ; 3e éd. 1982 (OCLC 468761852 et 10698797)
- Cours d'histoire de la musique, avec Jacques Chailley, Paris, 1967.
- Le culte de saint Fiacre et la tradition musicale populaire, Meaux, 1970 (OCLC 494575018).
- Coblas dezacordablas et poésie d'oïl, 1971.
- Structures mélodiques complexes au Moyen Age, Paris, 1973.
- Lai, leich, Berne, 1973.
- Les symphonies d'Arthur Honegger, par Jean Maillard et Jacques Nahoum, Paris, Leduc, 1974, 118p.  (OCLC 177301052).
- (es) Francisco Couperin y su dinastía (« François Couperin et sa dynastie »), traduction de Felipe Ximenez de Sandoval Madrid, Espasa-Calpe, 1978, 125p.  (OCLC 432568426).
- A vous Tristan, Liège, 1978.
- (fr + it) Considérations musicales sur l'apport des trouveurs et jongleurs dans la formation du théâtre moderne, Rome, Bulzoni 1978 (p. 135–161) (OCLC 462192330).
- Adam de la Halle : perspective musicale, Paris, 1982[3].
- Cours d'histoire de la musique, Tome III, XIXe siècle, 1er volume, avec Jacques Chailley, Paris, 1983.
- Cours d'histoire de la musique Tome III, XIXe siècle, 2e volume, avec Jacques Chailley, Paris, 1987.
- Cours d'histoire de la musique Tome III, XIXe siècle, 3e volume, avec Jacques Chailley, Paris, 1987.
- Louise du Néant ou le triomphe de la pauvreté et des humiliations, 1987.
- Vincent d'Indy: le maître et sa musique, par Jean et Francine Maillard, préface de Jacques Chailley, Paris, 1994.